# Моя гейша
«Моя гейша» (англ. My Geisha) — фильм режиссёра Джека Кардиффа, выпущенный кинокомпанией «Парамаунт» (США) в 1962 году. В главных ролях — Ширли Маклейн, Ив Монтан, Эдвард Г. Робинсон, Роберт Каммингс. Фильм продюсировался мужем Ширли Маклейн, Стивом Паркером. Это забавная комедия положений, где, как в классической комедии, интрига основана на переодеваниях и неузнавании. Фильм цветной, широкоэкранный, отличается отменной операторской работой.

## Сюжет
Известный кинорежиссёр Пол Робэ собирается снять фильм по знаменитой опере Пуччини «Мадам Баттерфляй». Чтобы фильм получился более аутентичным, он намерен отправиться в Японию и провести съёмки там, в реальной обстановке, а не в студийных декорациях. К тому же для исполнения главной роли, гейши Баттерфляй, он собирается пригласить японку. По его мнению, все это придаст будущему фильму особую убедительность. Это очень задевает его жену, Люси Делл, знаменитую комедийную актрису — ведь до этого момента все свои фильмы Пол Робэ неизменно делал с её участием. Пол все же настаивает на том, что роль японки-гейши — «вне её диапазона». Он отправляется в Японию один, без своей супруги.
Однако руководство кинокомпании соглашается финансировать проект только при одном условии: в главной роли должна выступить Люси Делл, её имя в титрах гарантирует фильму успех. Не зная на что решиться, директор-продюсер будущей картины Сэм Люис летит в Токио и везет с собой Люси Делл — он хочет сделать её мужу приятный сюрприз. Директор все ещё надеется уговорить Пола отдать Люси главную роль, ведь тогда съёмки могли бы начаться и фильм был бы спасен.
Едва приехав в гостиницу, директор и Люси отправляются на поиски Пола. Они находят его в местном ресторанчике, в обществе гейш, где он, так сказать, «погружается в атмосферу». Они наблюдают за ним из-за дверей, и Пол их не видит. Люси решает разыграть Пола. Она заключает с директором пари, что, переодетая в кимоно, с выбеленным как у гейши лицом и соответствующей прической, она станет неузнаваема и Пол примет ее за японку. Всё так и происходит: опьяненный парами саке, режиссёр принимает свою жену за одну из гейш, любезно беседует с ней. Не раскрывая Полу секрета этого перевоплощения, директор-продюсер Сэм Люис рассчитывает повернуть ситуацию так, чтобы Пол согласился отдать главную роль Люси. Но оказывается, убеждать никого и не нужно. Пол сам обратил внимание на прекрасную японку-гейшу, сам предложил директору пригласить её на роль мадам Баттерфляй. Таким образом, Люси Делл начинает сниматься в фильме своего мужа под видом никому не известной гейши Йоко Мори, так и не раскрыв своего настоящего "я"…
Подоплёкой событий оказывается тайная борьба самолюбий. Люси хочет доказать, что способна играть не только лёгкие комедийные, но и серьёзные роли, а Пол — что он может добиться успеха и без участия своей звёздной супруги. Тем временем на премьерном показе готового фильма в Токио его жена собирается публично «сбросить маску», объявить, что роль мадам Баттерфляй исполнила она сама, Люси Делл. Это будет настоящей сенсацией…

## В ролях
- Ширли Маклейн — Люси Делл / Ёко Мори, знаменитая актриса, перевоплотившаяся затем в гейшу-японку
- Ив Монтан — Пол Робэ, муж Люси Делл, кинорежиссёр
- Эдвард Г. Робинсон — Сэм Люис, директор фильма «Мадам Баттерфляй»
- Роберт Каммингс — Боб Мур, киноактёр, партнёр Люси Делл по фильму
- Ёко Тани — Кацуми Ито, гейша, наставница Люси Делл
- Тацуо Сайто — Кеничи Таката

## Художественные особенности
- В содержании «Моей гейши» много любопытных аналогий с реальными съёмками этого фильма. По сюжету картина «Мадам Баттерфляй» снимается в Японии — там же снималась и «Моя гейша». Для Голливуда тех лет это не слишком характерно, экзотичную «восточную натуру» обычно снимали в павильонах. Главная героиня «Моей гейши» — кинозвезда, прославившаяся участием в кинокомедиях, — такой же комедийной звездой была и исполнительница этой роли, Ширли Маклейн. Точно так же, как и её персонажу, Ширли Маклейн пришлось пройти стажировку у настоящих гейш, какое-то время — около двух недель — она жила вместе с ними, обучаясь тонкостям чайной церемонии, японским танцам и игре на струнных инструментах. И наконец, продюсером «Моей гейши» был муж Ширли Маклейн, тогда как в самом фильме муж Люси Делл был режиссёром сюжетной «Мадам Баттерфляй».

- Одна из особенностей фильма — превосходная работа оператора, Сюнъитиро Накао, красиво, со вкусом снявшего и японскую натуру, и оригинальные японские интерьеры. Возможно, часть заслуги в этом принадлежит режиссёру Джеку Кардиффу, который сам был высокопрофессиональным оператором (и даже лауреатом «Оскара» в этом качестве).
- В нескольких сценах этого "фильма в фильме", который снимает персонаж Ива Монтана Пол Робэ, показаны и звучат арии мадам Баттерфляй. Их исполняет Ширли Маклейн (в образе гейши-актрисы Ёко Мори). В действительности звучит голос не самой Маклейн, а певицы Митико Сунахара.

## Награды
- Номинировался на «Оскар» (1963) в категории: «Лучший дизайн костюмов для цветных фильмов» (Эдит Хэд)

## Дополнительные факты
- Премьера в Европе — февраль 1962 года;
- В США — июнь 1962 года